# Lionel de Rothschild
Lionel Nathan de Rothschild (London, 22. studenog 1808. – London, 3. lipnja 1879.), britanski bankar, poduzetnik, političar i filantrop židovskog porijekla; član britanskog ogranka obitelji Rothschild. Nosio je naslov austrijskog baruna.
Rodio se u bogatoj bankarskoj obitelji oca Nathana Mayera (1777. – 1836.) i Hanne Barent-Cohen (1783. – 1850.). Bio je drugo od sedmero djece i najstariji od četvorice sinove. Neko je vrijeme studirao na Sveučilištu u Göttingenu, nakon čega je izučavao bankarski zanat u Londonu, Parizu i Frankfurtu.
Dana 15. lipnja 1836. godine oženio se u Frankfurtu za rođakinju Charlotte de Rothschild (1819. – 1884.), kći njegova strica Carla Mayera Rothschilda i Adelheid Herz, nakon čega je uveden u obiteljski posao. Mjesec dana kasnije, umro mu je otac Nathan Mayer te je Lionel Nathan postao glavni partner u očevoj firmi N M Rothschild & Sons, koju je vodio zajedno s trojicom svoje braće, Anthonyjem, Nathanielom i Mayer Amschel de Rothschild.
Za razliku od svoga oca, javno je koristio svoj naslov austrijskog baruna. Godine 1838. kraljica Viktorija (1837. – 1901.) je dozvolila uporabu tog naslova u Ujedinjenom Kraljevstvu.
Osim bankarskog posla, bavio se i politikom. Godine 1847. izabran je kao londonski predstavnik u Donji dom Britanskog parlamenta. Priskrbio je velike svote novca britanskoj vladi u vrijeme Krimskog rata, pomogao je 1875. godine britanskoj vladi na čelu s premijerom Disraelijem da otkupi egipatski udio u Sueskom kanalu, a pomogao je i Ircima za vrijeme Velike gladi u Irskoj.
Sa suprugom Charlotteom imao je petero djece:
- Leonora (1837. – 1911.)
- Evelina (1839. – 1866.)
- Nathan Mayer (1840. – 1915.)
- Alfred Charles (1842. – 1918.)
- Leopold (1845. – 1917.)

Umro je u Londonu 1879. godine od posljedica srčanog oboljenja.